# Lecidea stenotera
Lecidea stenotera är en lavart som först beskrevs av och som senare fick sitt nu gällande namn av William Nylander.
Lecidea stenotera ingår i släktet Lecidea och familjen Lecideaceae. Arten är reproducerande i Sverige.